# کویچی ساتو
کویچی ساتو (انگلیسی: Kōichi Satō؛ زادهٔ ۱۰ دسامبر ۱۹۶۰) هنرپیشه اهل ژاپن است.